# Eugeniusz Korczarowski
Eugeniusz Korczarowski (ur. 7 maja 1937 we Lwowie, zm. 31 sierpnia 2024 w Bełchatowie) – polski aktor.

## Życiorys
Urodził się 7 maja 1937 we Lwowie w II RP (obecnie Ukraina). Po wojnie w mieszkał przez jakiś czas w Kielcach. W 1963 roku ukończył studia na Wydziale Aktorskim PWST w Krakowie. Przez całe życie zawodowe był związany z Łodzią. Grał w Teatrze im. Stefana Jaracza (1964–1970), Teatrze Nowym (1967–1975), Teatrze Ziemi Łódzkiej (1977–1980), Teatrze Studyjnym (1980–1984).

### Życie prywatne
Jego synem jest Piotr Korczarowski – komentator polityczny, członek partii Konfederacja Korony Polskiej.
Zmarł 31 sierpnia 2024 w domu rodzinnym swojej żony w Bełchatowie. Został pochowany na Starym Cmentarzu w Łodzi.

## Wybrana filmografia[1]
- 1961: Ogniomistrz Kaleń – polski żołnierz
- 1965:
  - Kapitan Sowa na tropie – wspólnik Sucheckiej
  - Potem nastąpi cisza – Adam
  - Głos ma prokurator – Karol Kotula
- 1966:
  - Powrót na Ziemię – znajomy Wandy-Ireny
  - Piekło i niebo – żołnierz
  - Ortalionowy dziadek – wywiadowca MO
- 1969:
  - Ostatnie dni – uciekający Niemiec
  - Jak rozpętałem drugą wojnę światową – oficer na odprawie w wagonie
- 1970:
  - Zapalniczka – bandyta atakujący Magdę
  - Twarz anioła – oficer niemiecki
- 1973:
  - Zazdrość i medycyna – oficer w kinie
  - Śledztwo – technik
- 1974:
  - Broda – architekt Rzepicki, mąż „Ropuchy”
  - Orzeł i reszka – oficer polskiego kontrwywiadu
- 1975: Mazepa – dworzanin wojewody
- 1976:
  - Klara i Angelika – dziennikarz wychodzący od Klary
  - Zagrożenie – dziennikarz
  - Trochę wielkiej miłości – „Ojciec” pod oknami porodówki
- 1977: Szarada – porucznik MO
- 1978: Lalka – Rydzewski
- 1980:
  - Od Bugu do Wisły – Franz Kutschera, szef SS
  - Wyrok śmierci – adiutant Hansa Franka
  - Kariera Nikodema Dyzmy – oficer
- 1981:
  - Krótki dzień pracy – wysłannik z KC z cennikiem podwyżek
  - Vabank – sprawozdawca polski na meczu
- 1982: Polonia Restituta – żołnierz przy studni
- 1983: Thais – Lollius
- 1984:
  - Romans z intruzem – kapitan
  - Kim jest ten człowiek – adiutant pułkownika
- 1985:
  - W cieniu nienawiści – Niemiec
  - Sam pośród swoich – oficer w teatrze
  - Gra w ślepca – clown
- 1986:
  - Biała wizytówka – lokaj Johann
  - Magnat – lokaj
  - Pogrzeb lwa – oficer niemiecki w restauracji Potapczuka
  - Złoty pociąg – członek kierownictwa Banku Polskiego
  - Kryptonim „Turyści” – wywiadowca w Poznaniu
- 1987: Ucieczka z miejsc ukochanych – Antoni Piechota, mąż Józi
- 1988:
  - Kornblumenblau – oficer
  - Powrót do Polski – członek Komisariatu Naczelnej Rady Ludowej
  - Pomiędzy wilki – pilot
- 1989:
  - Triumf ducha – oficer SS
  - Po upadku – Wąsaty, kierownik hotelu
  - Jeniec Europy – oficer tańczący na balu
  - Wiatraki z Ranley – barman w pubie w Lincoln
  - Porno – barman
- 1990:
  - Pogrzeb kartofla – fotograf
  - Ucieczka z kina „Wolność” – członek grupy oficjeli na sali kina „Wolność”
  - Dziewczyna z Mazur – dyrektor J. Górniak
  - W piątą stronę świata – robotnik leśny
- 1991:
  - Skarga – milicjant w prokuraturze
  - Kroll – lekarz wojskowy
- 2006: Statyści – handlarz